# Мазуркевич Олександр Романович
Мазуркевич Олександр Романович (27 серпня (9 вересня) 1913, с. Торків (нині Тульчинський район Вінницької області) — 8 жовтня 1995 року, Київ) — український і радянський педагог, радянський літературознавець-пропагандист, славіст. Доктор педагогічних наук (1964), професор (1966), академік Академії педагогічних наук СРСР (1968) і Академії педагогічних наук України (1992). Редактор, журналіст. Член Спілки письменників СРСР (1959). Лауреат премії імені К. Д. Ушинського (1958, 1962). Спеціаліст з методики викладання літератури, проблем літературної освіти, історії педагогіки.

## Біографія
Педагогічну освіту отримав в Тульчинському педагогічному училищі. У 1930—1931 рр. вчителював. У 1931—1933 роках працював в редакціях районних газет в Тульчині, в 1933—1935 рр. — Деражня (нині Хмельницька область), в 1935—1937 рр. — Конотоп (нині Сумська область). У 1937—1941 рр. — вчитель російської та української мови і літератури, директор середньої школи в смт Тростянець Вінницької області.
У 1941 році закінчив філологічний факультет Вінницького педагогічного інституту. Учасник Великої Вітчизняної війни, публікував свої статті в газеті «Сталінець» Південно-Уральського військового округу.
У 1945—1950 роках працював викладачем літератури та заступником директора педінституту у Вінниці.
З 1951 року працював в науково-дослідному інституті педагогіки УРСР в Києві: з 1958 р — завідувач відділу методики російської та української літератури, історії, суспільствознавства, основ держави і права, з 1987 р — головний науковий співробітник; за сумісництвом викладав в Київському педагогічному інституті і Київському університеті.
У 1950—1958 рр. — головний редактор журналу «Радянська школа» («Радянська школа»). Головний редактор наукового збірника «Методика викладання української мови та літератури», автор підручників, методичних посібників для вчителів української літератури, праць з літературознавства, літературно-художньої критики, публіцистики, історії педагогіки.
У 1952 році захистив кандидатську, а в 1964 році — докторську дисертацію (тема дисертації «Нариси історії методики української літератури»). Цікавився творчістю родини української просвітительки та педагога  Алчевської Христини Данилівни (1841-1920) та її дітей—поетеси  Алчевської Христини, співака Алчевського Івана, педагога  Алчевського Миколи,  збирав матеріали щодо іх діяльності для своїх майбутніх публікацій.
У 1961 році опублікована найвідоміша пропагандиська праця автора "Зарубіжні фальсифікатори української літератури" накладом 10 000 примірників. Значна частина цієї книги написаної у викривальному стилі п'ятдесятих років, присвячена антології Юрія Лавріненка "Розстріляне відродження"², яка вийшла 1959 році в Парижі за сприяння Єжи Ґедройця. Згодом назва цієї антології Розстріляне відродження стала назвою цілої плеяди українських літераторів 20-х - 30-х років ХХ ст. які були розстріляні коміністичним режимом.